# علي عبد اللطيف احميدة
علي عبد اللطيف احميدة مفكر سياسي ليبي حاصل على جائزة أفضل باحث علمي في الولايات المتحدة الأمريكية عام 1993م وجائزة كرسي لودكي للآداب والعلوم (2010-2011). هو ثالث شخص تُمنح له هذه الجائزة. شغل منصب رئيس قسم العلوم السياسية بجامعة نيو انجلاند، في مدينة بدفورد، ولاية مين، الولايات المتحدة. وهو باحث مشهود له بالكفاءة دوليا في مجال تاريخ وسياسات شمال أفريقيا. 

## حياته
وُلد في مدينة ودان (ليبيا)، الواقعة في منطقة «الجفرة» ، وحصل على درجة الليسانس (الشهادة الجامعية المتوسطة) من جامعة القاهرة عام 1976، والماجستير من جامعة واشنطن، سياتل، الولايات المتحدة عام 1982 في مجال العلوم السياسية، ودرجة الدكتوراه في مجال العلوم السياسية عام 1990 من نفس الجامعة. ومجال اهتمامه الرئيسي هو النظرية السياسية، وعلم السياسة المقارن، وعلم الاجتماع التاريخي، مع التركيز بوجه خاص على حركات مقاومة الاستعمار في شمال أفريقيا، وخاصة في ليبيا الحديثة، من منظور الإنسان باعتباره عنصرا مؤثرا في الظروف التاريخية والاجتماعية والسياسية، ومتأثرا بها. وقد نشر بحوثا ومقالات عديدة في مجلات علمية متخصصة مثل مجلة الدراسات الإيطالية، والمجلة الدولية لدراسات الشرق الأوسط، ومجلة المستقبل العربي، وفصلية العالم الثالث، والمجلة العربية للدراسات الدولية.

## مؤلفاته
صدر له مجموعة كبيرة من الكتب والدراسات باللغات الإنجليزية والعربية والإيطالية. ومن أهم هذه الكتب ما يلي:
- المجتمع والدولة والاستعمار في ليبيا: دراسة في الأصول الاجتماعية والاقتصادية والثقافية لحركات وسياسات التواطؤ ومقاومة الاستعمار (1830-1932)، وقد صدر هذا الكتاب عن مطبعة جامعة ولاية نيويورك عام 1994، وصدرت طبعته الثانية عام 2009، وقد تُرجم إلى اللغة العربية، وصدر في طبعته الثانية عن مركز دراسات الوحدة العربية في بيروت، لبنان، عام 1998.
- أصوات مهمّشة: الخضوع والعصيان في ليبيا أثناء الاستعمار وبعده، وقد صدر عن دار نشر روتليدج عام 2005، وصدرت ترجمته إلى اللغة العربية عام 2009، عن مركز دراسات الوحدة العربية.
- ما بعد الاستعمار والقومية في المغرب العربي: التاريخ والثقافة والسياسة. وقد قام الدكتور علي بمهمة تحرير هذا الكتاب الذي تُرجم إلى اللغة العربية، وصدر في الأصل باللغة الإنجليزية عن دار نشر بالجريف، عام 2000.
- ما بعد الاستشراق: مراجعات نقدية في التاريخ الاجتماعي والثقافي المغاربي، وقد صدر في طبعته العربية عن مركز دراسات الوحدة العربية في بيروت، لبنان عام 2009.
- جسور عبر الصحراء: التأثير الاجتماعي والثقافي والاقتصادي لطرق تجارة القوافل عبر الصحراء، الذي صدر باللغة الإنجليزية عام 2009.

## وصلات خارجية
- علي عبد اللطيف احميدة على موقع أرشيف الشارخ.